# Brazil International Series
Die Brazil International Series ist eine offene internationale Meisterschaft von Brasilien im Badminton. Sie wurde erstmals 2019 ausgetragen.

## Turniergewinner
| Saison | Herreneinzel      | Dameneinzel          | Herrendoppel                       | Damendoppel               | Mixed                             |
| ------ | ----------------- | -------------------- | ---------------------------------- | ------------------------- | --------------------------------- |
| 2019   | Kevin Cordón      | Jaqueline Lima       | Fabrício Farias Francielton Farias | Jaqueline Lima Sâmia Lima | Fabrício Farias Jaqueline Lima    |
| 2020   | nicht ausgetragen | nicht ausgetragen    | nicht ausgetragen                  | nicht ausgetragen         | nicht ausgetragen                 |
| 2021   | Jonathan Matias   | Juliana Viana Vieira | Fabrício Farias Francielton Farias | Jaqueline Lima Sâmia Lima | Fabrício Farias Jaqueline Lima    |
| 2022   | Uriel Canjura     | Juliana Viana Vieira | Fabrício Farias Francielton Farias | Jaqueline Lima Sâmia Lima | Jonathan Solís Diana Corleto Soto |
| 2023   | Kevin Cordón      | Kate Ludik           | Koceila Mammeri Youcef Sabri Medel | Jaqueline Lima Sâmia Lima | Davi Silva Sânia Lima             |
| 2024   | nicht ausgetragen | nicht ausgetragen    | nicht ausgetragen                  | nicht ausgetragen         | nicht ausgetragen                 |